# 콜 (2020년 영화)
《콜》은 2020년에 공개된 대한민국의 영화이다. 이충현 감독의 장편 데뷔작으로, 박신혜, 전종서, 김성령, 이엘, 박호산, 오정세, 이동휘가 출연한다. 고향집에서 우연히 20년 전의 과거와 연결되는 전화를 발견하고, 그 전화로 집의 옛 거주자와 연결되는 젊은 여성의 이야기를 다루었다. 2011년작 푸에르토리코 영화 《더 콜러》를 원작으로 한다.
코로나19 여파로 극장개봉을 미루던 끝에 넷플릭스를 통해 11월 27일 공개되었다.

## 시놉시스
엄마가 아프다는 소식을 듣고 오랜만에 고향집에 온 서연은 집을 정리하다 휴대폰을 잃어버린다. 휴대폰을 찾기 위해 집에서 오래된 유선 전화기를 찾아내 자신의 번호로 연결을 시도하지만, 자꾸 이상한 여자가 전화를 받아 혼선된다.

## 줄거리
같은 공간에 있으나, 다른 시간대에 살고 있다. 1999년의 영숙에게서 전화를 받는 2019년의 서연. 과거를 되돌린 그녀는 잔인한 대가를 치른다. 연쇄 살인마가 깨어났다.

## 캐스팅
- 박신혜 : 김서연 역
- 전종서 : 오영숙 역
- 김성령 : 김서연 엄마 역
- 이엘 : 신엄마 역
- 박호산 : 김서연 아빠 역
- 오정세 : 성호 역
- 이동휘 : 백민현 역
- 엄채영 : 어린 서연 역
- 조경숙 : 중년 선희 역
- 김민하 : 어린 선희 역
- 문창길 : 고물장수 역
- 송요셉 : 선배 순경 역
- 류경수 : 막내 순경 역
- 신정만 : 부동산 중개인 역
- 이규현 : 의사 역
- 강지현 : 심리 상담사 역
- 로또 (보호자 김솔비) : 딸기 역 (성호 반려견)
- 이주영 : 스마트폰 습득녀 역 (목소리)
- 박형수 : 스마트폰 습득남 역 (목소리)
- 김명지 : 뉴스 앵커 역 (목소리)
- 이은정 : 기자 역 (목소리)

## 수상 목록
- 2021년 제57회 백상예술대상 영화부문 여자 최우수연기상 (전종서)
- 2021년 제30회 부일영화상 여우주연상 (전종서)

## 같이 보기
- 2020년 대한민국의 영화 목록